# Metro de Valencia
| \| \| 14,2 \| Simón Bolivar \| geplant \| \| \| \| T-1 Autopista Valencia–Puerto Cabello \| \| \| \| \| José Félix Ribas \| \| \| \| \| Concepción Palacios \| \| \| \| \| Simón Rodríguez \| \| \| \| \| Luisa Cáceres de Arismendi \| \| \| \| \| Paramacay \| \| \| \| 8,6 \| Tacarigua \| im Bau \| \| \| \| Girardot \| \| \| \| \| Josefa Camejo \| \| \| \| \| Negra Hipólita \| \| \| \| 6,2 \| Francisco de Miranda \| Francisco de Miranda \| \| \| \| Rafael Urdaneta \| \| \| \| 4,3 \| Cedeño \| Cedeño \| \| \| \| Lara II Linie 2 geplant \| \| \| \| \| Lara \| \| \| \| \| Michelena \| \| \| \| \| Santa Rosa \| \| \| \| \| T-5 Avenida del Sur \| \| \| \| \| Palotal \| \| \| \| \| Las Ferias \| \| \| \| 0,0 \| Monumental \| Monumental \| \| \| \| \| \| \| \| \| \| \| \| \| -1,4 \| Abstellanlage \| Abstellanlage \| \| \| -1,6 \| Betriebswerk und Zugdepot \| Betriebswerk und Zugdepot \| |      |                                       |                            |
| U-Bahn-Kopfbahnhof Streckenanfang (Strecke außer Betrieb) (im Tunnel) | 14,2 | Simón Bolivar                         | geplant                    |
| |      | T-1 Autopista Valencia–Puerto Cabello |                            |
| U-Bahn-Haltepunkt / Haltestelle (Strecke außer Betrieb) (im Tunnel) |      | José Félix Ribas                      | José Félix Ribas           |
| U-Bahn-Haltepunkt / Haltestelle (Strecke außer Betrieb) (im Tunnel) |      | Concepción Palacios                   | Concepción Palacios        |
| U-Bahn-Haltepunkt / Haltestelle (Strecke außer Betrieb) (im Tunnel) |      | Simón Rodríguez                       | Simón Rodríguez            |
| U-Bahn-Haltepunkt / Haltestelle (Strecke außer Betrieb) (im Tunnel) |      | Luisa Cáceres de Arismendi            | Luisa Cáceres de Arismendi |
| U-Bahn-Haltepunkt / Haltestelle (Strecke außer Betrieb) (im Tunnel) |      | Paramacay                             | Paramacay                  |
| U-Bahn-Bahnhof (Strecke außer Betrieb) (im Tunnel) | 8,6  | Tacarigua                             | im Bau                     |
| U-Bahn-Haltepunkt / Haltestelle (Strecke außer Betrieb) (im Tunnel) |      | Girardot                              | Girardot                   |
| U-Bahn-Haltepunkt / Haltestelle (Strecke außer Betrieb) (im Tunnel) |      | Josefa Camejo                         | Josefa Camejo              |
| U-Bahn-Haltepunkt / Haltestelle (Strecke außer Betrieb) (im Tunnel) |      | Negra Hipólita                        | Negra Hipólita             |
| U-Bahn-Kopfbahnhof Strecke bis hier außer Betrieb (im Tunnel) | 6,2  | Francisco de Miranda                  | Francisco de Miranda       |
| U-Bahn-Haltepunkt / Haltestelle (im Tunnel) |      | Rafael Urdaneta                       | Rafael Urdaneta            |
| U-Bahn-Haltepunkt / Haltestelle (im Tunnel) | 4,3  | Cedeño                                | Cedeño                     |
| U-Bahn-Strecke quer (außer Betrieb) (im Tunnel) · U-Bahn-Kreuzung mit Tunnelstrecke und geradeaus oben (im Tunnel) |      | Lara II Linie 2 geplant               | Lara II Linie 2 geplant    |
| |      | Lara                                  |                            |
| U-Bahn-Haltepunkt / Haltestelle (im Tunnel) |      | Michelena                             | Michelena                  |
| U-Bahn-Haltepunkt / Haltestelle (im Tunnel) |      | Santa Rosa                            | Santa Rosa                 |
| |      | T-5 Avenida del Sur                   |                            |
| U-Bahn-Haltepunkt / Haltestelle (im Tunnel) |      | Palotal                               | Palotal                    |
| U-Bahn-Haltepunkt / Haltestelle (im Tunnel) |      | Las Ferias                            | Las Ferias                 |
| U-Bahn-Bahnhof (im Tunnel) | 0,0  | Monumental                            | Monumental                 |
| U-Bahn-Strecke von links (im Tunnel) · U-Bahn-Strecke nach rechts (im Tunnel) |      |                                       |                            |
| U-Bahn-Tunnelende |      |                                       |                            |
| U-Bahn-Abzweig geradeaus und nach links · U-Bahn-Betriebsstelle Streckenende und quer | -1,4 | Abstellanlage                         | Abstellanlage              |
| U-Bahn-Strecke nach links · U-Bahn-Betriebs-/Güterbahnhof Streckenende und quer | -1,6 | Betriebswerk und Zugdepot             | Betriebswerk und Zugdepot  |

Die Metro de Valencia ist das im Aufbau befindliche Schnellbahnsystem der Hauptstadt des Bundesstaates Carabobo im Norden Venezuelas. Die Einweihung eines ersten Streckenabschnittes mit drei Haltestellen erfolgte am 18. November 2006, die Inbetriebnahme der ersten Linie der Metro im regulären Betrieb mit allen sieben Haltestellen erfolgte am 18. November 2007. Das Netz umfasst aktuell (Stand Mai 2024) eine Linie mit neun Haltestellen über 6 Kilometer Streckenlänge, eine Verlängerung dieser Linie 1 ist im Bau. Betrieben wird die Metro von der Valmetro C.A.

## Geschichte
Im Jahr 1975 wurde eine Machbarkeitsstudie für den Bau einer Metro durchgeführt und im Mai 1991 wurde die Valmetro C.A. als Unternehmen eingetragen und erhielt im August desselben Jahres den Rechtsstatus. Im Jahr 1994 erteilte Argenis Ecarri, seinerzeit Bürgermeister von Valencia, die Genehmigung für die Grundsteinlegung im Rahmen des Baus von Grünflächen und Parkplätzen für den Parque Recreacional del Sur (Erholungspark Süd), die Arbeiten wurden jedoch kurz darauf aufgrund von Haushaltsschwierigkeiten eingestellt. 
1997 wurde das Ausschreibungsverfahren für die Bauarbeiten des ersten Bauabschnitts der Linie 1 eröffnet. 1998 wurden die Unternehmen Ghella Sogene, Siemens STS, Poyry Vepica und Telvent Tráfico y Transporte  mit dem Bau der Haltestellen, des Tunnels in offener Bauweise, des Betriebshofes sowie mit der Systemwartung beauftragt.
Im Jahr 2000 wurden auf Intervention der nationalen Exekutive unter dem Vorsitz von Staatspräsident Hugo Chávez 92 Prozent der Anteile der Metro Valencia erworben, wodurch der Staat Hauptaktionär und die Metro dem Ministerio del Poder Popular para las Obras Públicas y Vivienda (MINFRA) zugeordnet wurde. Außerdem wurde die Tunnelbauweise auf Bohrtunnel geändert, die „Topa Beatriz“ getaufte Tunnelbohrmaschine wurde im Jahr 2002 angeschafft. Ab dem 7. März desselben Jahres begann diese mit dem Vortrieb der weiteren Tunnelkilometer.
Der Bau des ersten Bauabschnittes der Linie 1 von 1997 bis 2006 kostete 96,55 Millionen US-Dollar, umgerechnet nach damaligen Preisstand rund 81,71 Millionen Euro. Die Gesamtkosten des Projektes wurden seinerzeit mit 782,68 Millionen US-Dollar angegeben und sollten aus nationalen und internationalen öffentlichen Mitteln (Chinesisch-Venezolanischer Gemeinschaftsfond) finanziert werden.
Als erste Haltestellen wurden im letzten Quartal 2006 Monumental, Palotal und Cedeño eingeweiht, der kommerzielle Betrieb begann im November 2007 mit der Eröffnung der übrigen Stationen Las Ferias, Santa Rosa, Michelena und Lara.
Nach mehrjährigen Bauarbeiten ging am 29. April 2015 eine erste Verlängerung der Strecke nach Norden um 1,9 Kilometer mit zwei Haltestellen bis zur neuen vorläufigen Endstation Francisco de Miranda in Betrieb.
Zum 17. Jahrestag der Eröffnung des ersten Bauabschnittes teilte Valmetro C.A. im November 2023 mit, dass seither über 320 Millionen Passagiere die Metro genutzt haben. Das sind im Mittel 18,8 Millionen Fahrgäste im Jahr oder 51.500 am Tag.

## Strecken
Die beiden Strecken sind Durchmesserlinien, die das Stadtgebiet in Süd-Nord-Richtung (Linie 1) sowie West-Ost-Richtung (Linie 2) erschließen. Die Strecke der Linie 1 ist vollständig unterirdisch und zweigleisig. Lediglich der Anschluss an das am Südende der Strecke liegende ebenerdige Betriebswerk mit Zugdepot ist etwa 600 Meter nicht im Tunnel.

### Chronik
| Eröffnungsdatum   | Linie   | Streckenabschnitt                | Streckenlänge | Neue Bahnhöfe |
| ----------------- | ------- | -------------------------------- | ------------- | ------------- |
| 18. November 2006 | Linie 1 | Monumental – Cedeño              | 04,3 km       | 07            |
| 29. April 2015    | Linie 1 | Cedeño – Francisco de Miranda    | 01,9 km       | 02            |
| im Bau            | Linie 1 | Francisco de Miranda – Tacarigua | 02,4 km       | 04            |
| geplant           | Linie 1 | Tacarigua – Simón Bolívar        | 05,6 km       | 06            |
| geplant           | Linie 2 | La Florida – Bomberos            | 18,3 km       | 11            |

### Linie 1

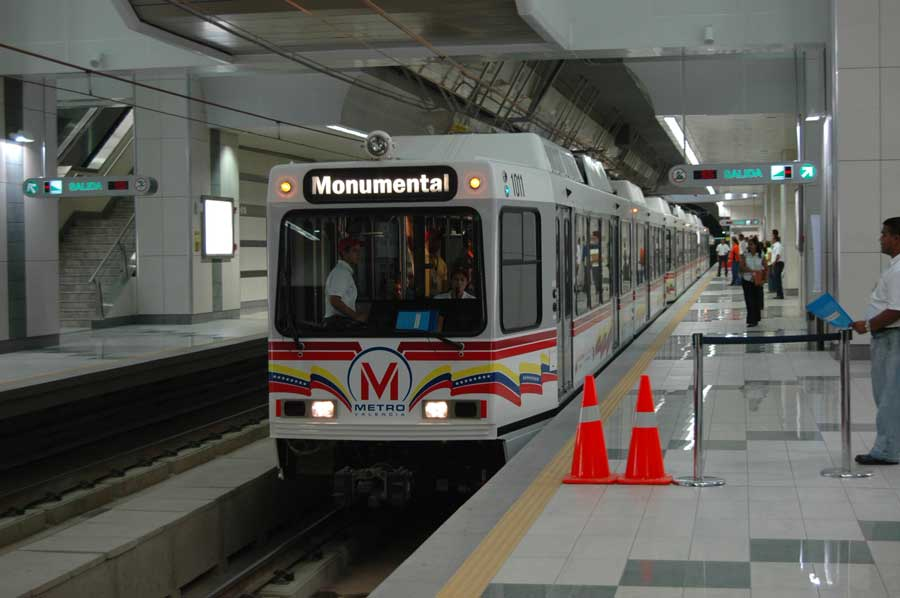
Zug in der Station Cedeño (2018)

Die Linie 1 besteht aktuell aus 9 unterirdischen Stationen und hat eine Gesamtlänge von 8,0 Kilometern einschließlich der Zufahrt zum Betriebshof. Sie beginnt im Süden an der Station Monumental nahe der Stierkampfarena, verläuft von dort fast schnurgerade nordwärts unter der „Avenida Las Ferias“, unterquert das historische Stadtzentrum und führt weiter unter der „Avenida  Bolivar“ nach Norden bis zur derzeitigen Endstation Francisco de Miranda. Das tägliche Fahrgastaufkommen betrug im Jahr 2011 und somit nur mit eröffnetem ersten Bauabschnitt über sieben Haltestellen bis Cedeño etwa 62.000 Personen pro Tag.
Stationen (von Süd nach Nord):
- Monumental
- Las Ferias
- Palotal
- Santa Rosa
- Michelena
- Lara
- Cedeño
- Rafael Urdaneta
- Francisco de Miranda

### In Planung: Linie 2
Die Linie 2 soll von West nach Ost unter den Avenidas  „Lisandro Alvarado“,  „Lara“ und „Michelena“ verlaufen. Sie wird an der Haltestelle La Florida im Stadtteil Nueva Valencia beginnen und nach Bomberos (vorläufiger Planname) in La Isabelica führen. Die Strecke soll 18,25 Kilometer lang werden und insgesamt 11 Haltestellen aufweisen. Dabei wird ein Umstieg in die Linie 1 über die geplante Haltestelle Lara II möglich sein.

## Technik
Die deutsche Siemens Mobility lieferte zu Beginn insgesamt 12 zweiteilige Siemens SD-460-Gelenktriebwagen (insgesamt 24 Wagen).

## Betrieb
Die Kosten für eine Fahrkarte betrugen unabhängig von der Anzahl der zu fahrenden Stationen zu Beginn 0,50 Bolivares Fuerte (BsF) für Erwachsene und 0,15 BsF für Studierende. Senioren oder Personen mit eingeschränkter Mobilität fuhren kostenlos , die Fahrpreise waren auch 2015 noch unverändert. Nach der letzte Preiserhöhung im März 2024 kosten die Fahrscheine 10,00 Bolivares States (BsS), umgerechnet 0,25 Euro, für Erwachsene und 5,00 BsS für Studierende montags mit freitags.
Die Linie 1 verkehrt derzeit montags mit samstags von 6 Uhr bis 18:30 Uhr sowie sonntags und feiertags von 6:30 Uhr bis 18:30 Uhr.